# Oxylabe à gorge blanche
Oxylabes madagascariensis
Genre
Espèce
Statut de conservation UICN

 LC  : Préoccupation mineure
Synonymes
- Motacilla madagascariensis (Protonyme)

L'Oxylabe à gorge blanche (Oxylabes madagascariensis) est une espèce de passereaux de la famille des Bernieridae, endémique de Madagascar.
C'est une espèce monotypique (sans sous-espèce connue).
Noms malgaches : farifitra mena, sirontsirona, vangamaintiloha